# Lennart Lannfjäll
Lennart Lannfjäll, född 12 november 1933 i Helsingborg, död 8 oktober 2005 i Sollentuna, var en svensk TV-producent och konstnär.
Lennart Lannfjäll inspirerades som ung av sina barndomstrakter runt Helsingborg med bokskogar, vitsippemattor, fiskelägen och vida horisonter. Han påverkades bland annat av konstnären Gunnar Wallentin i Mölle. Han mötte andra konstnärliga uttryck som hos Halmstadgruppen och Falugrafikerna.
Lennart Lannfjäll utbildade sig till lärare vid folkskoleseminariet i Härnösand. Lärartiden blev kort och efter bara ett år började Lennart Lannfjäll arbeta med television. Men han fortsatte studierna i teckning och måleri vid bland annat Kvällsuniversitetet och Gerlesborgsskolan och under en längre period vid New York Studio School of Drawing, Painting and Sculpture. Efter dessa studier fick måleriet en större plats i skapandet.
Han hade en förkärlek till kalla och karga delar av vår värld. I ord och bild beskrev han naturen och existentiella frågor. Under åren blev det många färder till fjäll- och polartrakter, inte bara i norra Sverige utan även till Svalbard, Island, Grönland, Norra ishavet och Sibirien.
Lennart Lannfjäll ställde ofta ut sina verk, några av de mer kända var: På isar och snövidde på Ájtte Svenskt Fjäll- och Samemuseum, samt Birds in Art och Wildlife The Artist's View på Leigh Yawkey Woodson Art Museum i Wausau i USA. Han är även representerad på Naturhistoriska Riksmuseet och Etnografiska museet i Stockholm samt en mängd separat- och samlingsutställningar.
I över trettio år arbetade Lennart Lannfjäll som tv-producent.